# Anthony Kosten
Anthony Cornelius Kosten (* 24. Juli 1958 in London) ist ein englischer Schachspieler und Schachbuchautor. Seine Bücher über Schacheröffnungen erschienen meist unter dem Namen Tony Kosten. Der Titel Internationaler Meister wurde ihm 1984 und der Großmeister-Titel 1990 verliehen. Von 2002 bis 2023 spielte er für den französischen Schachverband.
Er ist mit der Schachspielerin Gyöngyvér Forintos (* 1967) verheiratet, einer Tochter des ungarischen Großmeisters Győző Forintos, und wohnt in der Region Auvergne. Er betreibt die Website chesspublishing.com.

## Erfolge

### Einzelmeisterschaften
Bei der britischen Einzelmeisterschaft 1982 in Torquay belegte Kosten den geteilten dritten Platz.
Er gewann unter anderem folgende Schachturniere:
- 1984: GM-Turnier in Budapest (Kategorie 7)
- 1985: Internationales Open von Andorra
- 1986: 1. Internationales Master Open in Genf. Kosten, damals noch Internationaler Meister, gewann mit 8,5 Punkten aus 9 Partien. Im Teilnehmerfeld von 170 Spielern ließ er bekannte Spieler wie Tony Miles, Glenn Flear, Miguel Quinteros, Lars Karlsson, Jonny Hector und Smbat Lputjan hinter sich.
- 1987: Challengers Open in Hastings; 3. Internationales Open in Cappelle-la-Grande (geteilt mit Anatoli Waisser und Jonny Hector)[1]
- 1989: Challengers Open in Hastings
- 1991: Internationales Open  in San Benedetto (geteilt)
- 1992: Internationales Open in Mandelieu
- 1993: 16. Open in Asti
- 1994: Internationales Open in Chanac, 2. Internationales Open in Saint-Affrique
- 1995: Internationales Open in Chanac
- 2000: Medoc Masters in Naujac-sur-Mer, 3. Open in L’Ètang-Salé
- 2003: 23. Internationales Open in Clermont-Ferrand; 10. Schachfestival Masters in Montpellier (geteilt mit Jean-Marc Degraeve und Christian Bauer); 2. IM Trophee Masters in Villeurbanne (Kategorie 4)
- 2004: 24. Internationales Open in Clermont-Ferrand; 7. Wines of Medoc Open in Naujac-sur Mer (geteilt mit Jean-Luc Seret und Henrik Teske); 1. Fincas Mediterranes in Castelldefels (geteilt mit Leonid Milov)
- 2005: 25. Internationales Open in Clermont-Ferrand, 8. Internationales Open in Saint-Affrique; Internationales A-Turnier in Mundolsheim
- 2006: Grand Prix CCAS in Cap d’Agde (geteilt)
- 2008: 23. Internationales Open in Avoine (Département Indre-et-Loire), Kilkenny International Masters

### Mannschaftsmeisterschaften
Mit der englischen Nationalmannschaft nahm Kosten an der Europameisterschaft 1989 in Haifa teil, bei der er eine individuelle Bronzemedaille für sein Ergebnis von 5 Punkten aus 7 Partien am ersten Reservebrett erhielt. 1990 nahm er für England an den 1. VISA Chess Summits teil. England erreichte den zweiten Platz. In Krakau gewann er 2024 mit England die Senioren-Mannschaftsweltmeisterschaft in der Kategorie Ü65.
In der britischen 4NCL spielte Kosten von 1995 bis 2001 bei Slough, seitdem für Guildford A&DC; er gewann diese 1996, 1999 und 2000, 2004, 2007, 2008 und 2013. Die französische Mannschaftsmeisterschaft konnte er in der Saison 2001/02 mit C.E.M.C. Monaco gewinnen, für den er bis 2006 spielte. Danach spielte er für Marseille Duchamps und Montpellier Échecs, von der Saison 2011/12 bis zur Saison 2013/14 spielt er für den Club de Bischwiller. 2018 und 2019 spielte Kosten erneut mit C.E.M.C. Moncaco in der Top 12. In der deutschen Schachbundesliga spielte er in der Saison 2000/01 mit dem TSV Schott Mainz. In Österreich spielte er von 2002 bis 2004 für den SV Frohnleiten und von 2004 bis 2010 für Holz Dohr-Semriach, der das Startrecht des SV Frohnleiten übernommen hatte. In der österreichischen Saison 2007/08 hatte er von allen Spielern der Liga mit neun die meisten Punkte (vor Rainer Buhmann vom SK Maria Saal mit 8,5). In der Schweizer Nationalliga A (Schach) spielte er in der Saison 2006 für Lausanne Le Joueur. Auch in der ungarischen und baskischen (für Oaso X.T.) Mannschaftsmeisterschaft war er schon aktiv.

## Schriften
- Winning Endgames. The Crowood Press, Ramsbury 1987, ISBN 0-946284-69-5.
- Winning with the Philidor. Batsford, London 1992, ISBN 0-7134-6945-5.
- New Ideas in the Nimzo-Indian Defence. Batsford, London 1994, ISBN 0-7134-7377-0.
- Latvian Gambit. Batsford, London 1995, ISBN 0-7134-7619-2.
- 101 Tips to Improve Your Chess. Henry Holt, New York 1996, ISBN 0-8050-4732-8.
- Trends in the Philidor. Trends Publications, London 1997, ISBN 1-85932-032-5.
- French Advance. Everyman Chess, London 1998, ISBN 1-901259-10-2.
- Mastering the Nimzo-Indian: With the Read and Play Method. Batsford, London 1998, ISBN 0-7134-8383-0.
- Dynamic English. Gambit Publications, London 1999, ISBN 1-901983-14-5.
- Easy Guide to the Najdorf. Everyman Chess, London 1999, ISBN 1-85744-529-5.
- Sizilianisch Klassisch (B56-B59) . ChessBase, Hamburg 2000, ISBN 3-932466-84-5 (CD-ROM).
- The Latvian Gamit Lives!. Batsford, London 2001, ISBN 0-7134-8629-5.
- Dangerous Weapons: Flank Openings: Dazzle Your Opponents!. Everyman Chess, London 2008, ISBN 1-85744-583-X (gemeinsam mit Richard Palliser und James Vigus).